# Fleetway Publications
Fleetway Publications, va ser una empresa editora de revistes de còmics amb seu a Londres. Es va fundar el 1959 quan el Grup Mirror va adquirir Amalgamated Press, amb seu a Fleetway House, Farringdon Street, Londres. Va ser una de les empreses que es va fusionar amb el grup IPC el 1963 i la marca Fleetway es va continuar utilitzant fins al 1968, quan totes les publicacions de l'IPC es van reorganitzar en les revistes unitàries IPC.
El 1987 la línia de còmics de IPC es va vendre a Robert Maxwell com a Fleetway Publications. Egmont UK va comprar Fleetway a Maxwell el 1991, fusionant-la amb la seva pròpia operació de publicació de còmics, London Editions, per formar Fleetway Editions, però el nom "Fleetway" va deixar d'aparèixer als seus còmics un temps després del 2002.
L'agost de 2016, Rebellion Developments va adquirir la biblioteca Fleetway d'Egmont, convertint-la en propietària de tots els personatges i títols de còmics creats per les filials d'IPC després de l'1 de gener de 1970, juntament amb 26 personatges especificats que van aparèixer a Buster i Roy dels Rovers; mentre que IPC conserva actualment els seus altres personatges i títols de còmics, inclosos Sexton Blake, The Steel Claw i Battler Britton (però no Dan Dare, que es va vendre per separat i que ara és propietat de Dan Dare Corporation).